# شمس أف أم
شمس أف أم هي إذاعة تونسية تبث من تونس.
أعلن وزير وزير الاتصالات، أسامة الرمضاني، في 10 أغسطس 2010 على  تحصل  سيرين بن علي، ابنة رئيس الجمهورية آنذاك، زين العابدين بن علي، على تصريح لتشغيل إذاعة شمس أف أم التي أطلقت أخيرا في 27 سبتمبر 2010.

## مقالات ذات صلة
- قائمة إذاعات الراديو التونسية

## وصلات خارجية
- الموقع الرسمي لشمس أف أم